# Xian de Rudong
Le xian de Rudong (如东县 ; pinyin : Rúdōng Xiàn) est un district administratif de la province du Jiangsu en Chine. Il est placé sous la juridiction de la ville-préfecture de Nantong.

## Démographie
La population du district était de 1 120 908 habitants en 1999.